# Nguyễn Cửu Trường
Nguyễn Cửu Trường (1805-1853) là người ở Gia Miêu Ngoại Trang,tổng Thượng Bạn, huyện Tống Sơn (nay thuộc huyện Hà Trung, tỉnh Thanh Hóa),nhưng trú quán của ông là xã Hoàng Công, tổng Thủy Liên, huyện Lệ Thủy, phủ Quảng Ninh, tỉnh Quảng Bình (nay thuộc Lệ Thủy, tỉnh Quảng Bình). Ông đỗ đệ nhị giáp tiến sĩ năm Mậu Tuất, tức niên hiệu Minh Mạng thứ 19 1838. Ông giữ các chức quan Hàn lâm viện Tu soạn, Tri phủ Kiến Xương, Viên ngoại lang sung làm Cơ mật viện Hành tẩu, Hàn lâm viện Thị độc học sĩ, Thái bộc Tự khanh, Thị giảng học sĩ, Bố chánh Hà Nội, Thị lang Lại bộ, Tuần phủ Biên Hoà.